# Хеленизам
Хеленизам у књижевности је подражавање хеленском начину живота, прихватање хеленске цивилизације, коришћење чистог грчког језика и стила. У историји то је средишње раздобље антике или хеленистичка ера. Појам хеленизам је сковао њемачки историчар Г. Дројзен, према старогрчком Έλληηνισμός. 
Почиње владавином и освајањима Александра Македонског (336–323. п. н. е.) која су учинила крај политичкој самосталности хеленских градова-државица (полис), разбила коначно њихове уске границе и прокрчила пут ширењу хеленске културе у простору од Сицилије до Индије, од Нубије до Босфора и Скитије. Носиоци хеленистичке цивилизације били су образовани људи и стручњаци у своји областима настањени по великим градовима, Александрији, Антиохији, Пергамон, итд., и новим административним и привредним центрима пространих држава Александрових насљедника (диадоха) које контролишу и стара дијелом још активна културна средишта Хеладе, на примјер Атина. Крај хеленизма се поставља у 30. годину прије н. е. када је Рим завладао и посљедњом од хеленских монархија, Египтом. 
Међутим, просторне и временске границе културног зрачења хеленизма су много шире. На западу преко Рима сезао је до Шпаније и трајао до краја антике; на истоку се, у Византији, продужава до пада Цариграда; а под овим двоструким утицајем хеленизам се на својствен начин обновио у италијанском хуманизму од 14. до 16. вијека (римски узори као Цицерон, итд, византијски учењаци, Висарион, Плитон). 
Као ни антику у цјелини, тако ни њено хеленистичко раздобље се не може свести на просту формулу, него само указати на неке од његових, (неријетко антитетичких) истакнутих одлика. 
Премјештајући се из старих сједишта према истоку и западу, култура овога доба више не мјери супротност Хелени-варвари мјерилом народности, већ усвајањем грчког језика и образованости. Јавља се идеја свељудске културе засноване на класичној хеленској – киничар Диоген ствара појам космополита; и стоици проглашавају све људе једнаким – а јединствени језик тзв. општегрчки дијалект (коинé) потискује језички партикуларизам старих хеленских области и државица. (Може се слободно рећи да је то био еквивалент данашњој употреби енглеског језика.)